# Treuchtlingen
Treuchtlingen város Németországban, azon belül Bajorországban. Lakosainak száma 13 181 fő (2023. december 31.). Treuchtlingen Weißenburg in Bayern, Markt Berolzheim, Heidenheim, Alesheim, Pappenheim, Langenaltheim, Monheim, Wolferstadt, Otting és Polsingen községekkel határos.

## Népesség
A település népessége az elmúlt években az alábbi módon változott:
| Lakosok száma | 1928 | 4473 | 12 750 | 12 285 | 12 496 | 12 566 | 12 833 | 13 141 | 12 951 | 13 181 |
|               | 1875 | 1939 | 1970   | 1987   | 2012   | 2014   | 2016   | 2018   | 2021   | 2023   |

## Városrészek
Treuchtlingen város területén 54 település található :
| - Auernheim - Bonhof - Bergnershof - Bubenheim - Dickmühle - Dietfurt in Mittelfranken - Dornmühle - Eichhof - Eulenhof - Falbenthal - Freihardt - Fuchsmühle - \|Graben - Grönhart | - Gstadt - Gundelsheim - Haag bei Treuchtlingen - Hagenau - Hagenhof - Heunischhof - Hürth - Kästleinsmühle - Kellerhaus - Kohlmühle - Lehnleinsmühle - Mattenmühle - Metzenhof - Möhren | - Möhrenberg - Naßwiesen - Neufang - Neuheim - Obere Papiermühle - Oberheumödern - Rutzenhof - Sägmühle - Schambach - Schertnershof - Schlittenhart - Schmarrmühle - Schürmühle | - Siebeneichhöfe - Spielhof - Steinbruch - Treuchtlingen - Untere Papiermühle - Unterheumödern - Weinbergshof - Wettelsheim - Wieshof - Windischhausen - [Ziegelhütte - Ziegelmühle - Zollmühle |

## Közlekedés
A városon halad át a Treuchtlingen–Würzburg-vasútvonal.